# De Duif (waterschap)
De Duif is een voormalig waterschap in de provincie Groningen.
Het waterschap lag rond Laskwerd, pal aan de noordpunt van het Schildmeer tussen de Tolweg en De Groeve in de voormalige gemeente Appingedam. Aan de oostkant van de Tolweg lagen nog enkele percelen die eveneens bij de polder hoorden. De gronden behoorden toe aan één eigenaar (ingeland). De molen van sloeg uit op de Groeve. De polder behoorde tot het Dorpsterzijlvest, maar waterde uit in de boezem van het Woldzijlvest. Vanaf 1871 viel het onder het waterschap Duurswold. In 1917 werd het gebied toegevoegd aan de Steendammerpolder.
Een eerste molen werd vóór 1816 gebouwd door landbouwer Fokke Geerts Veldman; het was vermoedelijk een spinnenkopmolen. In 1853 liet Jacob Amels Doornbos een nieuwe spinnenkopmolen bouwen die in 1860 werd vervangen door een grondzeiler. De molen is genoemd naar de landerijen waarop hij stond.
Waterstaatkundig gezien ligt het gebied sinds 2000 binnen dat van het waterschap Hunze en Aa's.